# اقتصاد آفریقای جنوبی

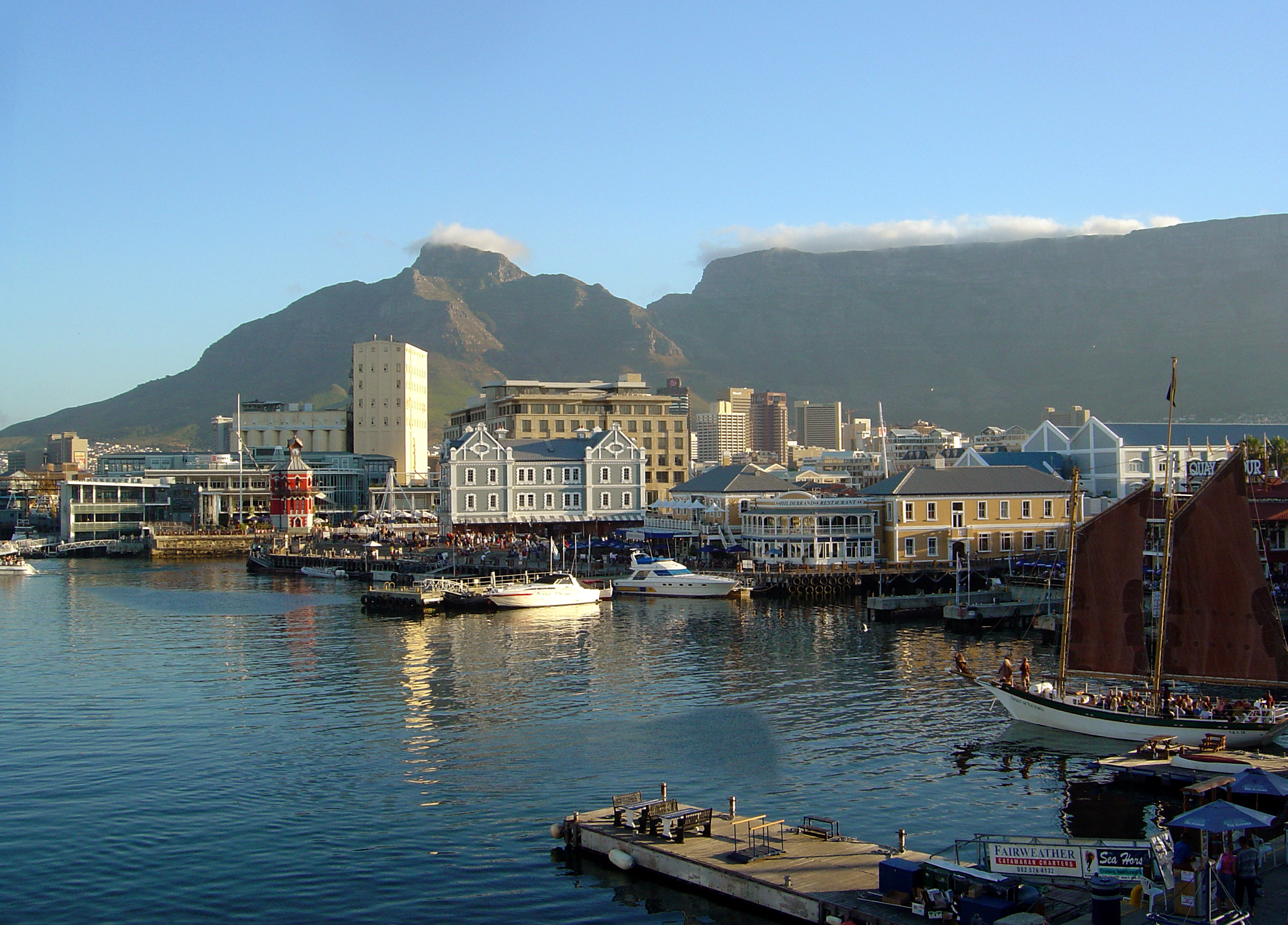
ساحل آلفرد و ویکتوریا در کیپ تاون به همراه کوه تیبل در پیش زمینه. کیپ تاون مرکزی مهم اقتصادی از لحاظ جهانگردی و خرید جزئی شده‌است و بیشترین تعداد از بازدید کنندگان خارجی را در آفریقای جنوبی جذب می‌کند.

از لحاظ رده‌بندی سازمان ملل آفریقای جنوبی کشوری با درآمد متوسط همراه با منابع غنی و توسعه یافته از نظر مالی، قانونی، ارتباطات، انرژی و بخش‌های حمل و نقل است و دارای بازار سهام (بورس اوراق بهادار JSE) است که بین ۱۰ بازار سهام بزرگ دنیا قرار دارد و همچنین زیر ساختهایی مدرن برای حمایت از تقسیم مؤثر کالا بین مراکز شهری در تمامی منطقه دارد. تولید ناخالص داخلی که اصلاحیه اصطلاح برابری قدرت خرید است این کشور را در بین ۵۰ کشور ثروتمند دنیا قرار می‌دهد. آفریقای جنوبی از بسیاری جنبه‌ها کشوری پیشرفته‌است اما این توسعه حول چهار منطقه اتفاق افتاده‌است. کیپ تاون، بندر الیزابت، دوربان و پروتوریا – ژوهانسبورگ به غیر از این چهار منطقه در بقیه جاها پیشرفت کم بوده و فقط علی‌رغم استراتژی‌های دولت همچنان پابرجاست اما مناطق توسعه نیافته اصلی در حال پیشرفت سریع هستند. این مناطق شامل: خلیج موسل به خلیج پلتن برگ، منطقه رستنبرگ، نلزپروت، بلوئم فونتین، ساحل جنوبی کیپ، ساحل شمالی KZU در بین مناطق دیگر می‌شود. فاصله بسیار درآمدها و اقتصاد دوگانه باعث شده تا این کشور در حال توسعه محسوب شود. عدم تساوی درآمدها در آفریقای جنوبی چنان زیاد است که از این نظر در بالاترین رده‌های جهانی قرار می‌گیرد. میزان رشد پیامد آن در ده سال اخیر به کاهش بیکاری منجر شده‌است، با این حال اقتصاد آن‌ها راه درازی را در پیش دارد و مشکلات اقتصادی بزرگی هنوز باقی‌مانده‌اند. دیگر مشکلات شامل، خلافکاری؛ فساد و ایدز هستند. در ابتدا سال ۲۰۰۰ رئیس‌جمهور تابوامیکی قسم خورد که رشد اقتصادی و سرمایه‌گذاری خارجی را با رفع قوانین محدودکننده کار افزایش دهد و به خصوص سرعت بیشتری ببخشد و هزینه‌های غیرضروری دولتی را کاهش دهد. اما سیاست‌های وی از سوی حزب کارگر این کشور مورد مخالفت قرار گرفت. بنابر محاسبات آفریقای جنوبی ۳۰درصد از تولید ناخالص داخلی کل قاره را در دست دارد. همچنین این کشور بزرگ‌ترین تولیدکننده و مصرف‌کننده انرژی قاره نیز است.
این کشور با راند که بزرگ‌ترین پول رایج بازار تجارت و در حال توسعه‌است به جمع ۱۵ کشور برتر دارای پول رایج دنیا پیوسته‌است ─مجمع دائم (CLS) که در آن معاملات تجاری سریعاً بسته می‌شوند و ریسک معامله در مناطق زمانی را کاهش می‌دهند. راند آفریقای جنوبی (ZAR) بهترین پول رایج در مقابل دلار آمریکا بین سالهای ۲۰۰۲تا ۲۰۰۵ طبق جدول امتیاز پولهای رسمی بلومبرگ بوده‌است. بی‌ثباتی راند آفریقای جنوبی برفعالیت‌های اقتصادی اثر گذاشته که همراه با سقوط سریع سال ۲۰۰۱ بود که باعث تنزل تاریخی ۸۵/۱۳ راند نسبت به دلار آمریکا شد که باعث بیم از تورم شد و باعث شد تا بانک پشتوانه نرخ بهره‌ها را افزایش دهد. راند از آن موقع وضعیت بهتری یافته و با نرخ ۹۹/۵ تا ژانویه ۲۰۰۶ در مقابل دلار آمریکا مبادله شده و اقدام بانک پشتوانه نیز باعث مهار تورم شده‌است. قدرت راند باعث وارد آمدن فشار به صادر کنندگان شده و آن‌ها از دولت خواسته‌اند تا در نرخ ارز برای کمک به متعادل کردن نرخ راند دخالت کند و همچنین بسیاری از صادرکنندگان نیز کارکنان خود را اخراج کرده‌اند.
۵/۲۱ درصد از جمعیت جوان بنابر محاسبات انجام شده در سال ۲۰۰۳ دچار ایدز هستند
دولت اخیر بعد از مدتها تأخیر منابع مالی زیادی برای مبارزه با این اپیدمی اختصاص داده‌است اخیراً تحقیقی در مجله آفریقایی ایدز به چاپ رسیده که کار توماس رل والیوشیسانا است و نشان می‌دهد که سطح این بیماری در حال کاهش است و از ۲/۴ درصد به ۷/۱ درصد برای افراد ۴۹–۱۵ ساله رسیده و مرگ ومیرآن در سال ۲۰۰۸ به ۴۸۷۳۲۰ نفر می‌رسد. در سال ۲۰۰۰ ،تابو امبکی، رئیس‌جمهور وقت، اهمیت ابتلا به ایدز را زیر سؤال برد و به طرز جنجال‌برانگیزی فقر را عامل اصلی آن دانست.
در سال ۲۰۰۱ دولت گروهی از دانشمندان را که شامل تعدادی از مخالفین ایدز بودند (کسانی که تفکر رایج در مورد ایدز را زیر سؤال می‌بردند) را برای دادن گزارش مأمور کرد. بعد از گزارش آن‌ها دولت اعلام کرد که سیاست خود را همچنان بر این فرضیه بنا می‌نهد که عامل ایدز HIV است
منازعات در این مورد فروکش نکرده و سازمانهایی بمانند مبارزه عملیاتی و درمانی همچنان دولت را بخاطر واکنش کند در مقابل این اپیدمی به چالش‌های سیاسی و قانونی می‌کشانند.
پناهندگان از کشورهای فقیرتر همراه با مهاجران DRC، موزامبیک، زیمبابوه، مالاوی و بسیاری دیگر که نماینده بخش‌های بزرگی از بخش غیررسمی هستند به میزان بسیار بالایی وجود دارند. با میزان بالای بیکاری در کشورهای جنوب آفریقا بیگانه هراسی ترسی رایج در آنجا است و متولدین آْفریقای جنوبی احساس نفرت از مهاجرانی دارند که به نظر می‌رسد موقعیتهای شغلی آن‌ها را به خطر می‌اندازند ترسی که به دلیل اقدام کارفرمایان آفریقای جنوبی در استخدام مهاجران به دلیل حقوق کمتر نسبت به شهروندان آفریقای جنوبی قابل توصیه‌است. این اتفاق مخصوصاً در صنایع ساخت وساز، جهانگردی کشاورزی و خدمات عمومی افتاده‌است.
مهاجرین غیرقانونی همچنین به شدت مشغول تجارت غیررسمی هستند.
به هر حال بسیاری از مهاجرین در شرایط نامطلوبی به سر می‌برند و سیاست مهاجرت این کشور از سال ۱۹۹۴ به بعد سختگیرانه شده‌است.